# Booz Allen Hamilton
Booz Allen Hamilton, gegründet 1914 in Chicago, zählt mit mehr als 24.000 Mitarbeitern zu den führenden Technologieberatern für die US-Regierung. Mehrheitseigner an Booz Allen Hamilton ist die Carlyle Group.
Die Firma ist nach dem Gründer Edwin Booz, dem dritten Mitarbeiter Jim Allen (1929 eingestellt) und dem vierten Mitarbeiter Carl Hamilton (1935 eingestellt) benannt, und entstand in ihrer heutigen Form 2008 aus der Spaltung mit Booz & Company, heute Strategy&. Booz & Company/Strategy& behielt die Strategieberatungsaktivitäten.
Das Unternehmen ist neben Halliburton, KBR und Academi ein führendes Unternehmen im Bereich der militärischen Dienstleistungen für das US-Verteidigungsministerium.

## Unternehmensgeschichte
1914 erhielt Edwin G. Booz seinen Abschluss an der Northwestern University und gründete im selben Jahr ein eigenes Unternehmen zur Erstellung von Studien und statistischen Analysen für die Wirtschaft. Ein Jahr später startete er ein Joint Venture unter dem Namen Business Research & Development Company. Das Unternehmen untersuchte die Wettbewerbsbedingungen in verschiedenen Industriezweigen. Nach vier Jahren gründete Edwin Booz 1919 den Business Engineering Service.
Erster Kunde war die State Bank & Trust in Evanston, Illinois, die ihm auch einen Kredit gewährte. Das Unternehmen wurde 1924 in Edwin Booz Surveys umbenannt und George Fry 1925 als zweiter Mitarbeiter eingestellt. Jim Allen kam 1929 als dritter Mitarbeiter hinzu, sechs Jahre später trat Carl Hamilton dem Unternehmen bei. 1936 wurde das Unternehmen als Partnerschaft reorganisiert und in Booz, Fry, Allen & Hamilton umbenannt.
Noch bis in die 1980er-Jahre hinein war Booz Allen Hamilton auch auf dem Gebiet des Executive Search (Personalberatung) tätig. Sidney Boyden, der später sein eigenes Unternehmen gründete, war hier einer der federführenden Partner.
Vor den Anschlägen vom 11. September 2001 erlöste das Unternehmen rund 330 Millionen US-Dollar aus Aufträgen des Verteidigungsministeriums. Zehn Jahre später waren es 3,3 Milliarden US-Dollar.
Im Jahr 2008 wurde die Strategieberatung in ein unabhängiges Unternehmen (Booz & Company) abgespalten. Bei Booz Allen Hamilton verblieb die Technologieberatung, vornehmlich für das US-Verteidigungsministerium.
Das Unternehmen bezog 2013 99 Prozent seiner Aufträge von der US-amerikanischen Regierung. Es erlöste damit 5,8 Milliarden US-Dollar, davon 1,3 Milliarden US-Dollar von Geheimdiensten. Die Firma ist in der BRD unter Aufsicht der hier stationierten US-Truppen für diese nachrichtendienstlich tätig. Seine Beschäftigten genießen die Privilegien des NATO-Truppenstatuts. Im Jahr 2018 vergab die SEC sowohl an Booz Allen als auch an Attain einen 2,5-Milliarden-Dollar-Vertrag zur Modernisierung der Art und Weise, wie die SEC IT-Dienstleistungen einkauft.

## Nähe zum amerikanischen Geheimdienst
Im Unternehmen arbeiten verschiedene hochrangige Mitglieder aus den amerikanischen Geheimdiensten, unter anderem der ehemalige Gesamtleiter (Director of National Intelligence), John Michael McConnell und der ehemalige CIA-Leiter James Woolsey. Der von 2010 bis 2017 als Nationaler Geheimdienstdirektor tätige James R. Clapper war bei Booz Allen Hamilton als Vorstandsmitglied tätig. Während der umstrittenen Weiterleitung von Bankdaten der SWIFT an die amerikanischen und europäischen Geheimdienste war das Unternehmen als Kontrollorgan involviert. Laut dem Autor Tim Shorrock arbeiten über 1000 ehemalige Geheimdienstbeamte bei Booz Allen.
Von den mehr als 24.000 Mitarbeitern verfügen drei Viertel über eine Sicherheitsfreigabe (security clearance). Knapp die Hälfte haben eine Freigabe für die Geheimhaltungsstufe Top Secret.

### Aufdeckung des geheimen Überwachungsprogramms PRISM durch Edward Snowden
Im Juni 2013 wurden durch die Veröffentlichung geheimer Dokumente und durch ein Interview von Edward Snowden mit der Zeitung The Guardian die umfangreichen Internetkommunikationsüberwachungsprogramme PRISM und Boundless Informant des amerikanischen Geheimdienstes NSA bekannt. Snowden, der von 2009 bis 2013 als Mitarbeiter von Booz Allen Hamilton in einem NSA-Büro auf Hawaii arbeitete, hatte im Rahmen seiner Arbeit Zugriff auf die Dokumente, kopierte sie und gab sie an den Guardian weiter.

## Hackerangriff auf Booz Allen Hamilton
Am 11. Juli 2011 veröffentlichte die lose Hacker-Gruppe Anonymous 90.000 E-Mail-Adressen und Passwörter von Angehörigen der US-Streitkräfte und Mitarbeitern von Rüstungsunternehmen, die von einem Booz-Allen-Hamilton-Server stammen sollen, auf The Pirate Bay. In dem Begleittext wurden verschiedene Anschuldigungen gegen Booz Allen Hamilton erhoben.